# Wolność, równość, braterstwo

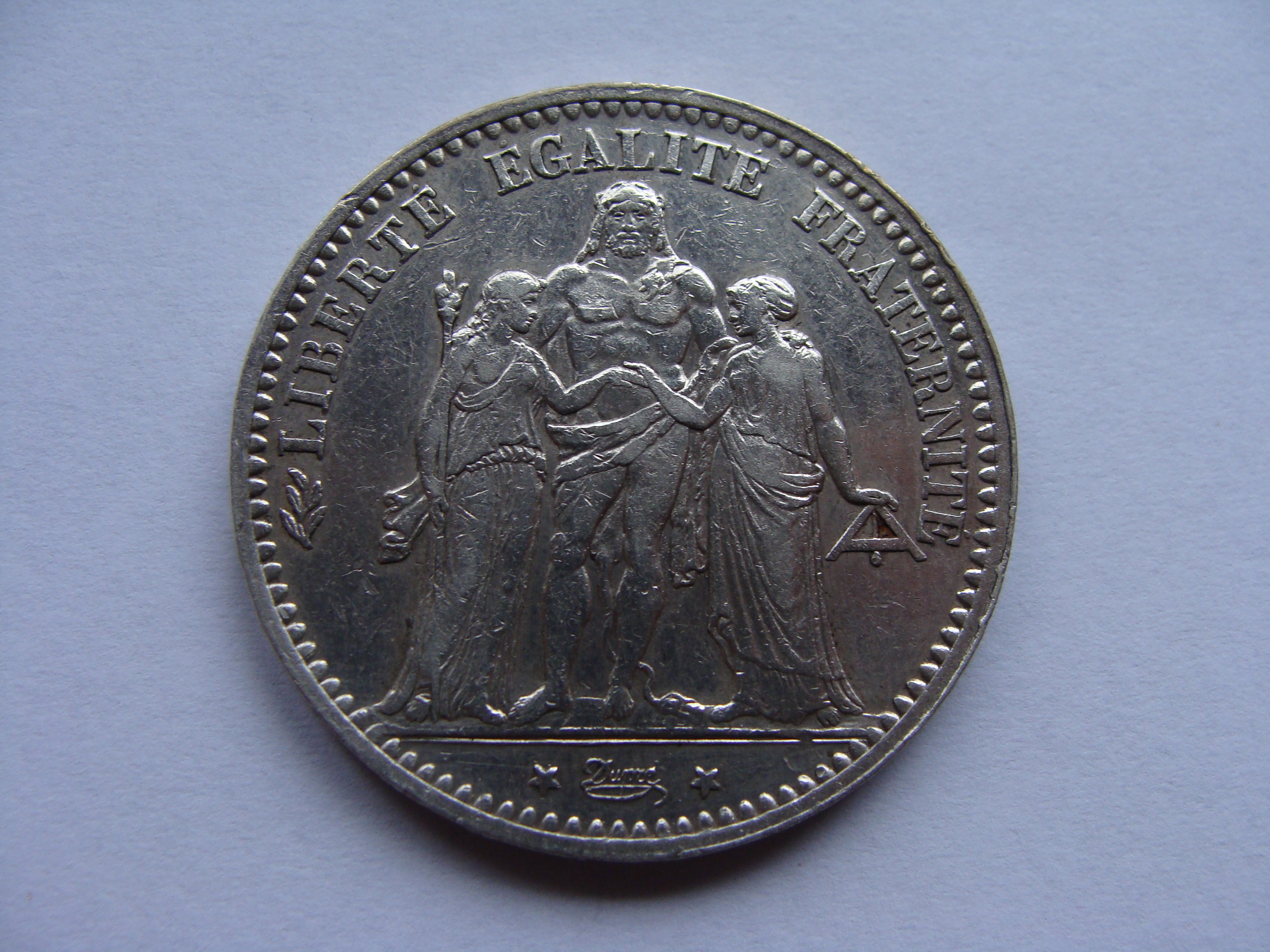
Francuska moneta 5-frankowa z dewizą wolność równość braterstwo która tylko na chwilę ustąpiła miejsca dewizie praca rodzina ojczyzna używanej w okresie Francji Vichy

Wolność, równość, braterstwo (fr. liberté, égalité, fraternité) – właściwie „Wolność, równość, braterstwo albo śmierć” (fr. Liberté, égalité, fraternité, ou la mort) – hasło sformułowane 30 czerwca 1793. Rozpowszechnione zostało od czasów Wielkiej Rewolucji Francuskiej i umieszczane było na budynkach publicznych w skróconej formie.
Dewiza „Wolność, równość, braterstwo” jest też mottem wolnomularstwa. Znajdowała się też na sztandarze Towarzystwa Demokratycznego Polskiego.
Dziś hasło to jest często używane we Francji, nie tylko na godle, ale także na monetach, znaczkach pocztowych, okolicznościowych emblematach itp. Często łączone z podobizną Marianny.
Należy do symboli narodowych Francji:
- flaga
- godło
- hymn
- Marianna
- hasło „wolność, równość, braterstwo”
- kogut galijski